# 朝阳镇 (嘉荫县)
朝阳镇，是中华人民共和国黑龙江省伊春市嘉荫县下辖的一个乡镇级行政单位。

## 行政区划
朝阳镇下辖以下地区：
朝阳社区、佛山社区、尚志社区、尚志村、佛山村、永安村和新发村。